# 三里松原

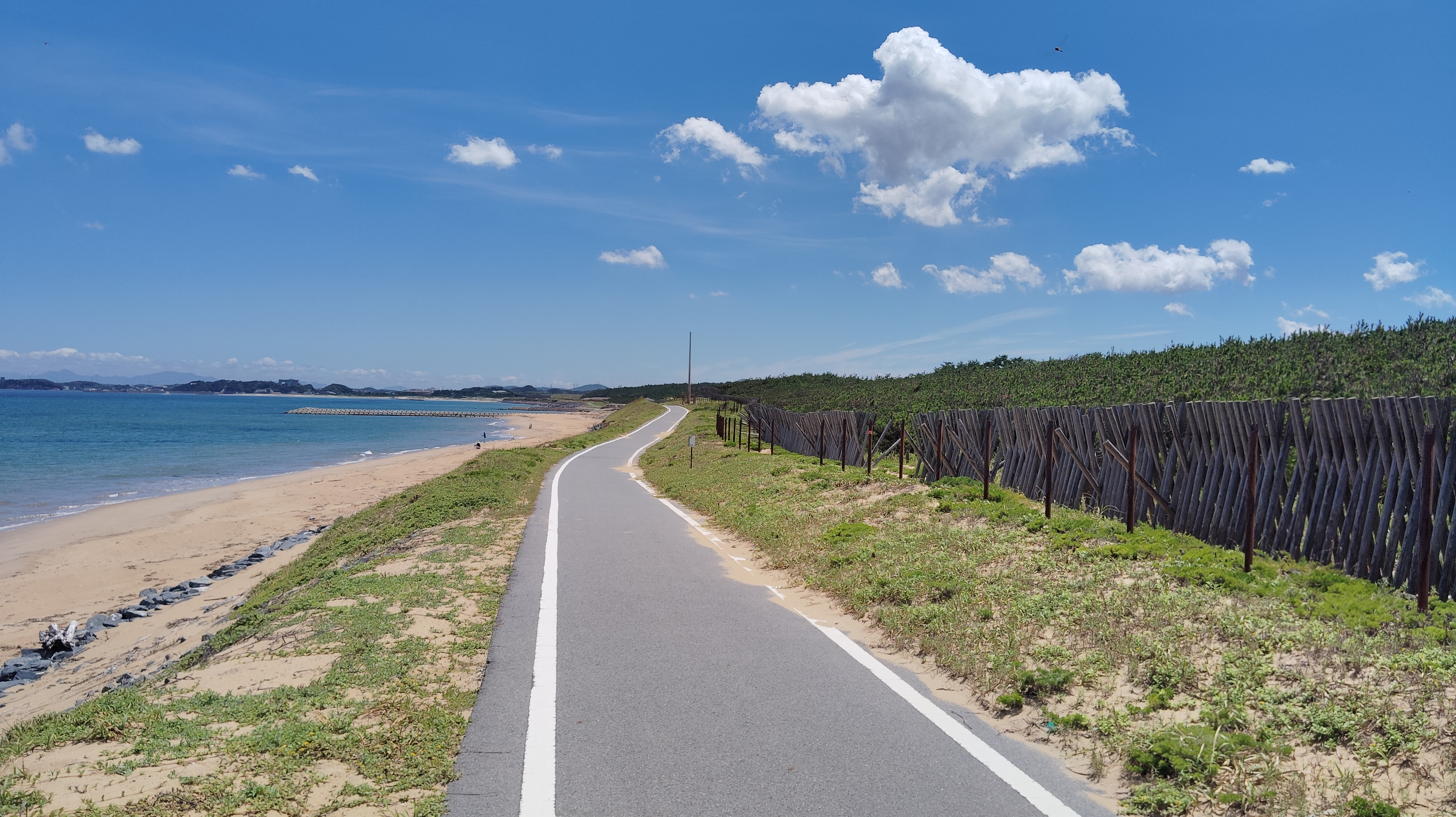
三里松原海岸とサイクリングロード（2025年7月）

三里松原（さんりまつばら）は、福岡県遠賀郡岡垣町（黒山・原・内浦・手野・吉木・糠塚）から芦屋町までの響灘沿岸部に広がる松林。隣接する海岸と合わせて三里松原海岸とも呼ばれる。一帯は玄海国定公園に指定されている。

## 概要
三里松原は福岡県遠賀郡岡垣町の波津海水浴場から芦屋町の矢矧川河口よりまでの約12kmの延長と、最大で1.3kmに及ぶ奥行きをもつ。松林は響灘からの海風や飛砂から農地や集落を保護する役割を果たしており、藩政初期から藩営・民営で松林の植生・保護活動が行われてきた。現在も地元の任意団体による継続的な保護活動が続いている。
松原周辺には、芦屋町から岡垣町を抜けて隣接する宗像市まで延びるサイクリングロードが整備されており、四季を通じてサイクリングやウォーキング等が楽しめるほか、海水浴場やキャンプ場などもあり、多くの観光客が訪れる。また浜辺や松林の中には希少動植物が多く生育し、特に砂浜はアカウミガメの産卵地にもなっている。
前述のとおり、海岸線一帯は玄海国定公園に指定されているほか、日本の白砂青松100選や福岡県の「快適な環境スポット」にも選出されている。また全域が林野庁九州森林管理局福岡森林管理署管轄の国有林であり、森林法に基づく防風保安林に指定されている。

## 由来・呼称
「三里松原」の由来は松原が3里（＝12km）にわたって続いていることから来ている。地元では「浜山」「下山」と呼ばれている。古くは筑前五所松原の一つであり、「恒崎松原」「岡の松原」とも呼ばれていた。このうち「恒崎松原」は、神功皇后が天野（手野）に宿陣されたときの一節を記した高倉神社縁起の中に記載されている。

## 歴史
植林がいつ頃から行われていたかは定かではないが、資料として確認できるのは1655年を記した記録である。この年、当時の黒田藩の藩主であった黒田光之によって家中諸子法令が出され、その後約25年間にわたって松の植林が行われた。しかし当時の松林はその重要性が軽視され、藩や百姓にしばしば伐採され、次第に数を減らしていた。このため響灘からの強風や飛砂によって作物が悪影響を受けるなどの弊害が出ていた。
こうした折に起こった享保の大飢饉によって甚大な被害が出たことを受け、1738年4月に当時の領主であった福岡藩の家老、吉田六郎太夫は松林維持のため村民に対し、以下のような「定書」を通達して浜松の伐採を禁じ、松の植え替えを命じた。
1751年からは本格的な浜松の植え立て事業が営まれ、1752年から1758年にかけて、芦屋・糠塚・黒山・松原の4ヶ村にかけての浜山、717,057坪が植え込まれた。また根付かない松苗に関しては1760年に再度植え立てが計画され、遠賀郡中から郡夫2,300人が動員された。この植え立て事業によって「三里松原」という呼称は名実のものとなり、また事業後の手入れとして1793年と天保期に「浜山筋シダ垣仕調」が行われ、それぞれ2,670人、1,350人の郡夫が動員された。郡夫による植え立て松の保護措置はその後も継続的に行われ、1897年に国有林に編入され防風保安林に指定されるまで続いた。
第二次世界大戦後は八幡市（現北九州市）による払い下げが計画され、松原を潰して野菜畑を造成する案が示された。この計画は村民の猛反発により白紙となったものの、それから間もなく米軍によって接収され対地射爆撃場となり、広範囲の松が伐採された。1972年に米軍から返還がなされた後も自衛隊の専用訓練場として使用が続けられ、1978年にすべての地区が町に返還されるまで住民による反対運動が続いた。その後も継続的な保護政策がとられ、1987年には日本の白砂青松100選に選出された。

## 年表
- 1655年（明暦1年）- この年より松の植林が開始され、およそ25年間続けられる[10]。
- 1738年（元文3年）- 吉田六郎太夫により浜山植立証文が公布され、松の伐採の禁止及び植え替えが命じられる[10]。
- 1752年（宝暦2年）- この年よりおよそ6年に亘り、4ヶ村にて浜山の植え立てが行われる[10]。
- 1897年（明治30年）- 三里松原が国有林に編入され、防風保安林に指定される[10]。
- 1946年（昭和21年）- 米軍によって接収され、対地射爆撃場が開設される[10]。
- 1951年（昭和26年）- 村内の海岸線一帯が玄海県立公園に指定される[10]。
- 1956年（昭和31年）- 村内の海岸線一帯が玄海国定公園に編入される[10]。
- 1972年（昭和47年）- 射爆場が日本に返還される[10]。
- 1978年（昭和53年）- 岡垣対地射爆場が自衛隊より返還され、すべての地域が岡垣町へ戻る[10]。
- 1987年（昭和62年）- 三里松原が日本の白砂青松100選に選出される[10]。

## 動植物
クロマツ林が全体の約7割を占める。残るうちの2割ほどを常緑広葉樹林が占め、他はマツと広葉樹の混交林などとなっている。概ね標高20mから30mを境に分布に変化がみられ、標高が比較的高いところほどクロマツ林の純林が多い一方で、標高が比較的低いところほどクロマツ林の純林は見えなくなり、広葉樹林やマツと広葉樹の混交林が見られるようになる。クロマツ林は近年減少傾向にあり、福岡県のレッドデータブックに群落として登録されている。松林を含め、2010年の時点で292種もの植物が確認されている。また、クロマツ群落を含め、汐入川河口付近に生育するハマボウ群落やハマウツボ、カワラサイコ、クサキカズラなどの環境庁や県のレッドデータブックにある希少種の存在も確認されている。
動物はアカウミガメやタカの仲間であるミサゴ、また全国各地の浜辺では絶滅状態となっているハマグリなどが確認されている。海岸はアカウミガメの産卵地となっており、6月から7月下旬にかけてアカウミガメが産卵のために上陸する。

## 松原の利用
もともと松原は海風や飛砂から背部の村や農作物を守る目的のために植え立てられたものであり、現在でも防風・防砂の機能を有している。また潮風によって発生する塩害に対し、潮風そのものへの防風機能に加え、風が運ぶ塩分を松に付着させて塩分をろ過させる「防潮」としての役割も担っている。その他にも航海における目標点としてや、魚付き林として利用されている。また三里松原は松林内に3か所の水源を有しており、このような松林は全国的にも非常に稀な存在である。10か所の井戸から水源全体の5割以上の水が取水され、近隣住民の生活用水として利用されている。
レジャー・レクリエーションでは、2001年に松原内を通るサイクリングロード（遠賀宗像自転車道）が全通し、サイクリング、散歩、ジョギング等が可能。松原の西側にある波津海岸にてボランティアによってレンタサイクルが展開されているほか、夏季には海水浴場が開設され、多くの海水浴客やサーファーが訪れる。

## 松原が抱える問題・保護政策
1738年以降、三里松原は郡夫や地元住民の手によって数百年にわたって守られてきたが、広大な面積である故に管理が充分に行き届かないことや、化石燃料利用への転換に伴って松林の需要が減り、人とのつながりが希薄になったために広葉樹が繁茂し、さらにマツクイムシの発生などで、松にとっての生育環境は悪化の一途を辿っている。クロマツ林は全体の7割を占めるが、そのうちの5割以上は老齢林であり、さらに松の枯れ木も近年増加している。このため1994年に松原の保護を目的とする任意団体が設立され、地元ボランティアも加わり、植樹や松葉かき、除伐といった保護活動が毎年行われている。また岡垣町は2012年に松原の保全対策の強化を求める要望書を農林水産省に提出した。
また海岸は、海流によって海岸浸食が進行し、近い将来砂浜が消滅することが懸念されている。すでに1975年時点で浸食は顕著になっており、アカウミガメの産卵地でもあることも併せて保護が急がれている。対策として離岸堤や消波ブロックなどの構築物が設置されているが、侵食は完全には止まっていない。
上記とは別に、砂浜への車両の乗り入れやサーファーの増加などの理由で減少傾向にあるアカウミガメの産卵場所を保護するための活動も別に行われており、1992年より継続して観察が行われている。また近隣住民も加わってのごみ拾いも行われている。
この他、植栽されたクロマツの幼齢木等の植栽木を保護する目的や、松原の持つ防風機能の代替として防風垣や防風柵、自転車道ではフェンスが設置されている。2018年には西日本豪雨によって遠賀川から流されてきたと思われる大量の漂着ごみが3か月以上にわたって放置され、大きな問題となった。

## その他
中世から近世、近代までの陶磁器を中心とした遺物が頻繁に砂浜に流れ着いており、その数は破片数で数万点以上、全く壊れていない完形品だけでも数百点にのぼる。

## アクセス
- JR鹿児島本線海老津駅から岡垣町コミュニティバスで15分（波津海水浴場前下車徒歩3分）、タクシーで15分（町営波津海水浴場休憩所駐車場下車）[20]
- マイカーの場合、北九州高速4号線黒崎出入口から20㎞、もしくは九州自動車道鞍手インターチェンジから21㎞。

### 注略
1. ↑  資料によっては、玄海灘という表記もある[1]。